# The Chieftain's Sons
The Chieftain's Sons è un cortometraggio muto del 1913 diretto da Christy Cabanne.

## Produzione
Il film fu prodotto dalla Biograph Company.

## Distribuzione
Distribuito dalla General Film Company, il film - un cortometraggio in una bobina - uscì nelle sale cinematografiche statunitensi il 4 ottobre 1913.